# Mercure apocryphe
 (mai 2016).
Mercure apocryphe est une pièce de théâtre de Yann Apperry, mise en scène par Valérie Crunchant en 2002.
Elle a été représentée au Petit Odéon.
Elle est inspirée de l'histoire du sosie d'un dictateur albanais.

## Distribution
Manuel Mazaudier et Lucia Sanchez y tenaient les rôles principaux.